# Andreas Alföldi
Pour les articles homonymes, voir Alföldi.
András (Andreas) Ede Zsigmond Alföldi (né le 27 août 1895 à Pomáz et mort le 12 février 1981 à Princeton dans le New Jersey) est un historien, un archéologue et un numismate hongrois. En son temps, il est l'un des plus prolifiques spécialistes de l'Antiquité romaine et considéré comme une autorité dans le domaine.

## Biographie
Andreas Alföldi est le fils d'un médecin d'Autriche-Hongrie. Il effectue ses études secondaires au lycée classique de Budapest, et bien que la mort prématurée de son père, en 1910, laisse sa famille dans une situation financière difficile, il peut commencer ses études en histoire ancienne à l'université de Budapest. Il se consacre simultanément à la numismatique, science encore embryonnaire dans la Hongrie de l'époque.
Lorsqu’éclate la Première Guerre mondiale, Alföldi est mobilisé comme officier. Grièvement blessé en 1917, il est cité à l'ordre de l'armée et rendu à la vie civile. Il conserve toute sa vie une immense fierté de ses actions militaires. En cette fin des années 1910, il reprend ses études à l'université et se passionne pour tout ce qui touche aux questions militaires et stratégiques. Le démembrement de l'empire qui suit le Traité de Trianon renforce son attachement à son pays et il concentre désormais ses recherches historiques sur la Hongrie. Il soutient sa thèse de doctorat en 1919 sous la direction de Valentin Kuzsinszky. Il se consacre ensuite à l'archéologie de l’Europe danubienne, sujet encore pratiquement vierge, et qui jusque-là dépendait des subsides de différents pays. Dans les négociations entre la Hongrie et la Roumanie sur le rattachement de la Transylvanie, Alföldi défend le point de vue hongrois : de plus en plus souvent, l'archéologie et les monuments historiques sont utilisés pour justifier les revendications nationales.
Nommé professeur à l'université de Debrecen en 1923, puis à celle de Budapest en 1930, il acquiert une réputation internationale. En 1947, il émigre en Suisse où il enseigne dans les universités de Berne, puis de Bâle. En 1956, il est nommé à l'Institute for Advanced Study de Princeton (New Jersey), où il termine sa carrière en 1981. Son épouse est décédée en 1992.

## Distinctions
- Pour le Mérite